# 木村悠
木村 悠（きむら ゆう、1983年11月23日 - ）は、日本の元プロボクサー。千葉県千葉市出身。帝拳ボクシングジム所属。第37代日本ライトフライ級王者。元WBC世界ライトフライ級王者。

## 来歴

### アマチュア時代
中学2年のときにドキュメンタリー番組がきっかけとなりフィットネスジムでボクシングを始める。
習志野高校でボクシング部に所属し、インターハイ3位・国体2位の成績を残す。1年後輩に粟生隆寛がいる。
法政大学進学後、1年次で全日本選手権ライトフライ級優勝を果たす。

### プロ時代
大学在学中より帝拳にスパーリングなどで出稽古をしており、卒業後に入門。
2006年10月7日、後楽園ホールで6回戦デビューを2回TKO勝利。
デビュー5戦4勝1分後、2008年6月21日、小野心（ワタナベ）に5回負傷判定負け、6戦目でプロ初黒星。
その後、「自分を芯から変えたい」と商社に就職。
2010年3月29日、小山健太（とよはし櫻）を判定で降し再起。
2011年、最強後楽園にエントリー。決勝まで進むが、10月15日の決勝で田口良一（ワタナベ）に6回TKO負け。プロ初のKO負けで連勝も5でストップ。
2012年6月2日、元木謙太（レパード玉熊）を判定で退け再起。
2013年1月12日、土生拓郎（折尾）を5回TKOで降し、デビュー戦以来のKO勝利。
2013年7月6日、福原辰弥（本田フィットネス）に判定で勝利。
2014年2月1日、井上尚弥（大橋）の返上による日本ライトフライ級王座決定戦として日本ライトフライ級2位の堀川謙一（SFマキ）と対戦、2-1の判定で制して初のタイトル獲得。
2014年6月7日、日本ライトフライ級3位の知念勇樹（琉球）と対戦3-0の判定勝ちを収め初防衛に成功した。
2014年11月1日、日本ライトフライ級11位の油田京士（エディタウンゼント）と対戦し、7回1分50秒3-0（3者共69-64）の負傷判定勝ちを収め2度目の防衛に成功した。
2015年4月4日、日本ライトフライ級5位の山口隼人（TEAM10COUNT）と対戦し、8回2分49秒TKO勝ちを収め3度目の防衛に成功した。
2015年6月20日、日本ライトフライ級王座を返上した。
2015年11月28日、宮城県仙台市のゼビオアリーナ仙台でWBC世界ライトフライ級王者のペドロ・ゲバラ（メキシコ）と対戦し12回2-1(111-117、2者が115-113)の判定勝ちで初挑戦ながら王座獲得に成功した。
2016年3月4日、島津アリーナ京都でWBC世界ライトフライ級6位でWBCラテンアメリカフライ級王者ガニガン・ロペス（メキシコ）と対戦したが、相手の手数の多さで押され12回0-2（114-114、110-118、110-119）の判定負けで初防衛に失敗し王座から陥落した。
2016年4月5日、現役引退を表明した。

### 引退後
引退後は、解説やコラム執筆、講演活動や社員研修。オンラインジム（オンラインサロン）の運営。Yahoo!ニュース個人での執筆など多方面で活動している。

## 戦績
- アマチュアボクシング：80戦 65勝 (8KO/RSC) 15敗[2]
- プロボクシング：22戦 18勝 (3KO) 3敗 1分

| 戦           | 日付           | 勝敗 | 時間    | 内容        | 対戦相手                   | 国籍                        | 備考                                           |
| ------------ | -------------- | ---- | ------- | ----------- | -------------------------- | --------------------------- | ---------------------------------------------- |
| 1            | 2006年10月7日  | ☆    | 2R 3:08 | KO          | サンコーレック・チュワタナ | タイ                        | プロデビュー戦                                 |
| 2            | 2007年1月20日  | ☆    | 6R      | 判定3-0     | 森島隆司                   | 日本 （SFマキ）             |                                                |
| 3            | 2007年6月16日  | △    | 6R      | 判定0-1     | 板垣幸司                   | 日本 （広島三栄）           |                                                |
| 4            | 2007年11月3日  | ☆    | 8R      | 判定3-0     | 廣瀬健太                   | 日本 （フジタ）             |                                                |
| 5            | 2008年3月15日  | ☆    | 6R      | 判定3-0     | 松本一也                   | 日本 （松田）               |                                                |
| 6            | 2008年6月21日  | ★    | 5R 1:53 | 負傷判定0-3 | 小野心                     | 日本 （花形）               |                                                |
| 7            | 2010年3月29日  | ☆    | 8R      | 判定3-0     | 小山健太                   | 日本 （とよはし櫻）         |                                                |
| 8            | 2010年8月7日   | ☆    | 8R      | 判定3-0     | 須田拓弥                   | 日本 （沼田）               |                                                |
| 9            | 2010年11月8日  | ☆    | 8R      | 判定3-0     | 町田昌丈                   | 日本 （グリーンツダ）       |                                                |
| 10           | 2011年3月5日   | ☆    | 8R      | 判定3-0     | 浦西勝史                   | 日本 （神拳阪神）           |                                                |
| 11           | 2011年7月5日   | ☆    | 6R      | 判定3-0     | 瀬川正義                   | 日本 （横浜光）             | 2011最強後楽園ライトフライ級トーナメント準決勝 |
| 12           | 2011年10月15日 | ★    | 6R 0:23 | TKO         | 田口良一                   | 日本 （ワタナベ）           | 2011最強後楽園ライトフライ級トーナメント決勝   |
| 13           | 2012年6月2日   | ☆    | 8R      | 判定3-0     | 元木謙太                   | 日本 （レパード玉熊）       |                                                |
| 14           | 2013年1月12日  | ☆    | 5R 0:34 | TKO         | 土生拓郎                   | 日本 （折尾）               |                                                |
| 15           | 2013年7月6日   | ☆    | 8R      | 判定3-0     | 福原辰弥                   | 日本 （本田フィットネス）   |                                                |
| 16           | 2014年2月1日   | ☆    | 10R     | 判定2-1     | 堀川謙一                   | 日本 （SFマキ）             | 日本ライトフライ級王座決定戦                   |
| 17           | 2014年6月7日   | ☆    | 10R     | 判定3-0     | 知念勇樹                   | 日本 （琉球）               | 日本王座防衛1                                  |
| 18           | 2014年11月1日  | ☆    | 7R 1:50 | 負傷判定3-0 | 油田京士                   | 日本 （エディタウンゼント） | 日本王座防衛2                                  |
| 19           | 2015年4月4日   | ☆    | 8R 2:49 | TKO         | 山口隼人                   | 日本 （TEAM10COUNT）        | 日本王座防衛3                                  |
| 20           | 2015年8月1日   | ☆    | 10R     | 判定3-0     | ヘスス・ファロ             | メキシコ                    |                                                |
| 21           | 2015年11月28日 | ☆    | 12R     | 判定2-1     | ペドロ・ゲバラ             | メキシコ                    | WBC世界ライトフライ級タイトルマッチ            |
| 22           | 2016年3月4日   | ★    | 12R     | 判定0-2     | ガニガン・ロペス           | メキシコ                    | WBC王座陥落                                    |
| テンプレート |                |      |         |             |                            |                             |                                                |

## 獲得タイトル
アマチュア
- 第72回全日本アマチュアボクシング選手権大会ライトフライ級優勝

プロ
- 第37代日本ライトフライ級王座（防衛3）
- WBC世界ライトフライ級王座(防衛0)